# Брагин Холм (стан)
Брагин Холм — стан, историческая территория, административно-территориальная единица в составе Можайского уезда, упоминается в источниках XVII —XVIII века. Центр стана, Брагин Холм, город Смоленского княжества, к которому относился Можайск до начала XV века. На территории стана выделяется древняя Тереховская волость, с севера примыкает сопредельный Тупцовский стан, с запада — Михайловский стан. В Литовское разорение (Смутное время) селения стана Брагин Холм практически уничтожены, поэтому в начале XVII века стан находится в запустении. Впервые упоминается в письменных источниках, среди других станов Можайского уезда в 1626 году, однако существовал и раннее. Изначально уделы князей делились на волости, позднее стали объединяться в станы. Со временем ситуация приобрела противоположный характер, Постепенно крупные станы уездов распадались на более мелкие волости, которые могли входить в состав станов, так и быть отдельно от них.
Часть волостей стана Брагин Холм были дворцовыми, в частности это Гиреевская, Кузовская, Радиловская(Межетчинская), Шебановская и возможно Морозовская(Дороховская) волости, которые существовали в составе Медынского уезда до 1929 года. В настоящее время деревни и сёла стана находятся на территории Износковского района Калужской области и Тёмкинского района Смоленской области. Ряд населённых пунктов и пустошей стана Брагин Холм определяются по документальным источникам — писцовым книгам, спискам населённых мест и экономическим примечаниям к ним, что позволяет примерно очертить его границы на современной карте.

## Этимология
Название «Холм» характерно для селений кривичей, живших здесь в V—X веках. Селения кривичей располагались преимущественно на холмах, на которых проще создавать и сохранять от заболачивания пахотные земли. Глагол «браживать» — означает, в том числе, и идти бродом, пересекать реку.

## Город Брагин Холм

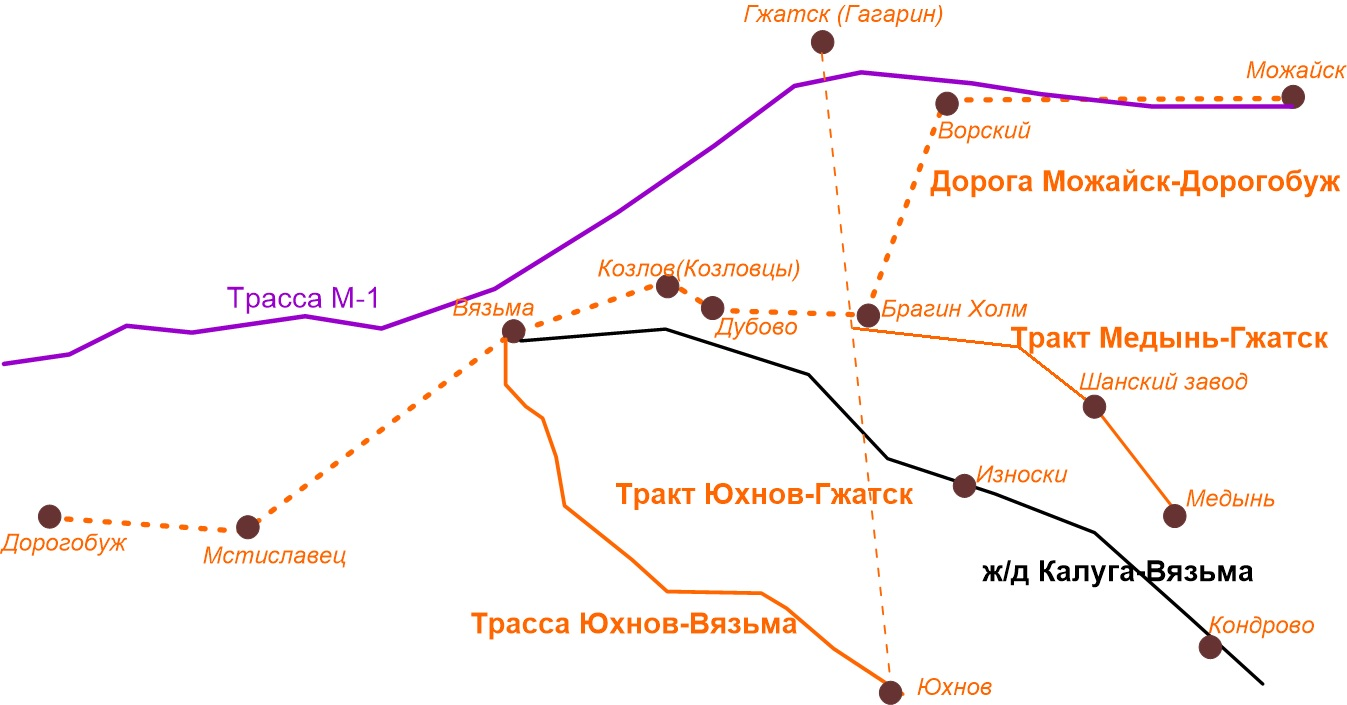
Исторические дороги Калужской и Смоленской области

Известен под этим именем с XV века, однако некоторые в более ранние источниках Смоленского и Московского княжеств встречается некий «Холм», который ряд исследователей соотносит с Брагиным Холмом.
В уставной грамоте 1150 года, данной Ростиславом Мстиславичем, первым князем Смоленским, внуком Владимира Мономаха Смоленскому епископу Мануилу Греку было написано:
И се и еще и Холм даю Святой Богородици и епископу, якоже было дано дедом моим Володимером Семенови, прежде епископу...

В завещании Дмитрия Донского 1389 года своему третьему сыну Андрею Можайскому среди списка Можайских волостей упоминается некий Моишин(Мшистый) Холм. 
А се даю сыну своему, князю Андрею, Можаеск со всеми волостми, и с тамгою, и с мыты, и з бортью, и с селы, и со всеми пошлинами, и с отъездными волостми. А волости Можаиские: Исмея, Числв, Боянь, Берестов, Поротва, Колоча, Тушков, Вышнее, Глиньское, Пневичи с Загорьем, Болонеск. А Коржань да Моишин холм придал есмь к Можаиску. А се волости отъездные: Верея, Рудь, Гордошевичи, Гремичи, Заберега, Сушов, да село Репиньское, да Ивановъское Васильевича в Гремичах. А Колуга и Роща сыну же моему, князю Андрею. И что вытягал боярин мои Федор Андреевич на обчем рете Иов и Медынь у смолян, а то сыну же моему, князю Андрею. А из Московских сел ему: Напрудьское село да Луциньское на Яузе с мелницею, Деуниньское, Хвостовьское в Перемышле, да луг Боровъскии, а другии противу Воскресенья. А из Юрьевъских сел ему Олексиньское село на Пекше.
примечания: удел —часть княжества, управляемая удельным князем; волость — часть удела, управляемая наместником князя; тамга — родовой княжеский знак; мыт — пошлина за проезд; борть— собирание мёда в дуплах деревьев; село — населённый пункт; уездная волость — волость, «тянувшая», то есть платившая дань городу, селу или деревне; отъездная волость — волость за пределами уезда;
Город Брагин Холм связывал восточную и юго-западную часть Смоленского княжества, находясь на важном торговом пути Суздаль—Смоленск.
В 1293 году от Смоленского княжества отделилось Вяземское Княжество, которое в 1403 году отошло к Великому княжеству Литовскому. Известно, что волость старшего князя вяземского Михаила Дмитриевича Дуброва, Ореховна (сейчас деревня Ореховня на границе Смоленской и Калужской области), входила или находилась неподалёку от стана Брагин Холм.
В 1486—1490 г.г. удельный князь Андрей Васильевич Можайский (сын Василия II) нападает на волость Ореховну (Ореховскую) князя Михаила Глинского
В 1487—1492 годах Вяземское княжество было присоединено к Великому Княжеству Московскому. Часть княжества отходит к Можайскому уезду. В духовной грамоте Ивана III 1504 года своему сыну Василию III также упоминается и уже упомянутая волость Ореховна.
В источниках XV—XVII веков описывается путь из Можайска в Смоленск: Можайск — Варский— Брагин Холм —Дуброва—Козлов—Вязьма—Мстиславец—Дорогобуж.
В настоящий момент на месте города Брагин Холм — село Холмино в Тёмкинском районе Смоленской области.

## Волости стана

### Радиловская волость

##### Радилово(Илово)
Находится южнее существующей сейчас деревни Орлово, входящей в сельское поселение Михали на берегу Иловка. Центр Радиловской волости. Позднее, со второй половины XVII века, название сократилось до Илово.

##### В Можайском уезде
1643 год: Радилово — центр Радиловской волости стана Брагин Холм. Из записной книги печатных пошлин Патриаршего Казенного приказа 1643/44 г.
Декабря в 14 де[нь] запечатана грамота благословенная по челобитью Можайского уезду Радиловской волости егорьевского попа Ильи на один престол мученика Христова Георгия. Пошлин гривна. Взято.
1653 год: Радилово — государственное дворцовое село, в селе церковь Великомученика Георгия, рядом: государственная пустошь Орлово, деревня Козловская, пустошь Нижнев Холмец, пустошь Горшкова. Межевиков отводили старожилы села Мочальники, Шишино и Лысово
1724 год: На месте Радилово указано Делилем (по-видимому ошибочно) село «Николо». Село Николо-Матрёнино (Старо-Матрёнино) находится совсем в другом месте. Значатся Орлово, Матрёнино и Козлаково.
1774 год: На карте Горихвостова упоминается погост Илово, рядом стоят деревни Орлово, Пустошкино, Пронькино, Матрёнино, сельца Козлаково, Мочальники

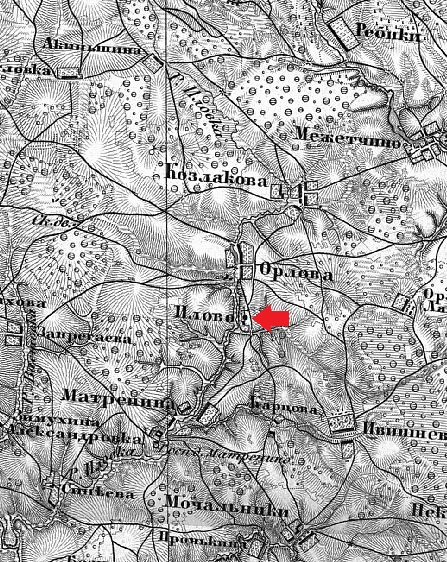
Окрестности села Илово

##### В Медынском уезде
1782 год: Иловой — погост на берегах реки Иловка (приток Истры) и её притока — реки Донки. При погосте — писцовая земля деревянной церкви Великомученика Георгия, где проживают священники и священнослужители. Рядом:
- пустошь Баркова, Авдотьи Афанасьевной Замятиной, князя Якова Андреевича Путятина, княгини Прасковьи Павловны Козловской, Анны Ивановны Соймоновой и отписных крестьян сельца Мочальники,
- сельцо Орлово — Аксиньи Андреевной, Марии и Анны Васильевны, детей Борзовых ,
- сельцо Козлаково — Степана Савича Рогачёва, Петра Сергеевича Чекина и отписных в казённое ведомство крестьян,
- Кузовская волость, владение вдовы князя Александра Ивановича Шувалова, Екатерины Ивановны Шуваловой,
- пустошь Пономарёво — Николая, Алексея, Афанасия Владимировичей Борзовых, Софьи Фёдоровны Воейковой, Анны Ивановны Соймоновой, княгини Прасковьи Павловной Козловской,
- деревня Пустошка — Аксиньи Андреевной Борзовой,
- деревня Матрёнино с пустошами —Авдотьи Афанасьевной Замятиной, княгини Прасковьи Павловной Козловской.

1863 год: Илово — погост и владетельное духовное село (на речках Иловке и Дунке, 4 двора и церковь), рядом стоят: владетельное село Матрёнино(Ново-Матрёнино) с господским домом(на речке Иловке, 29 дворов, цервковь), владетельная деревня Козлаково(на речке Иловка, 30 дворов), владетельное сельцо Орлово(на речке Иловке, 30 дворов), вдадетельная деревня Мочальники (на речке Желанейке, 36 дворов), владетельная деревня Пронькино(на речке Желанейке, 18 дворов), владетельное сельцо Карцево(на речке Карцевка, 5 дворов). Погост и все селения находятся по левую сторону тракта Медынь-Гжатск, во втором стане Медынского уезда.
1891 год: Илово — духовное село, в нём церковная школа, постоянных жителей нет. Матрёнино — село (264 чел), Козлаково — деревня(395 чел.), Орлово — деревня (317 чел), Мочальники — деревня (306 чел.), Пронькино(Прошкино) — сельцо(147 чел.), Карцево — сельцо(92 чел). Селения относятся к Межетчинской волости Медынского уезда.

##### В Смоленском области, Износковский район
1941 год: На старом месте безымянный погост с кладбищем, рядом — Орлово, Матрёнино, Карцово, Козлаково, Пронькино, Мочальники, посёлок Орловский.

##### В Калужской области, Износковский район
2004 год: Сохранилось кладбища при Илово и Матрёнино, жилые деревни — Орлово и Козлаково.

### Шебановская волость

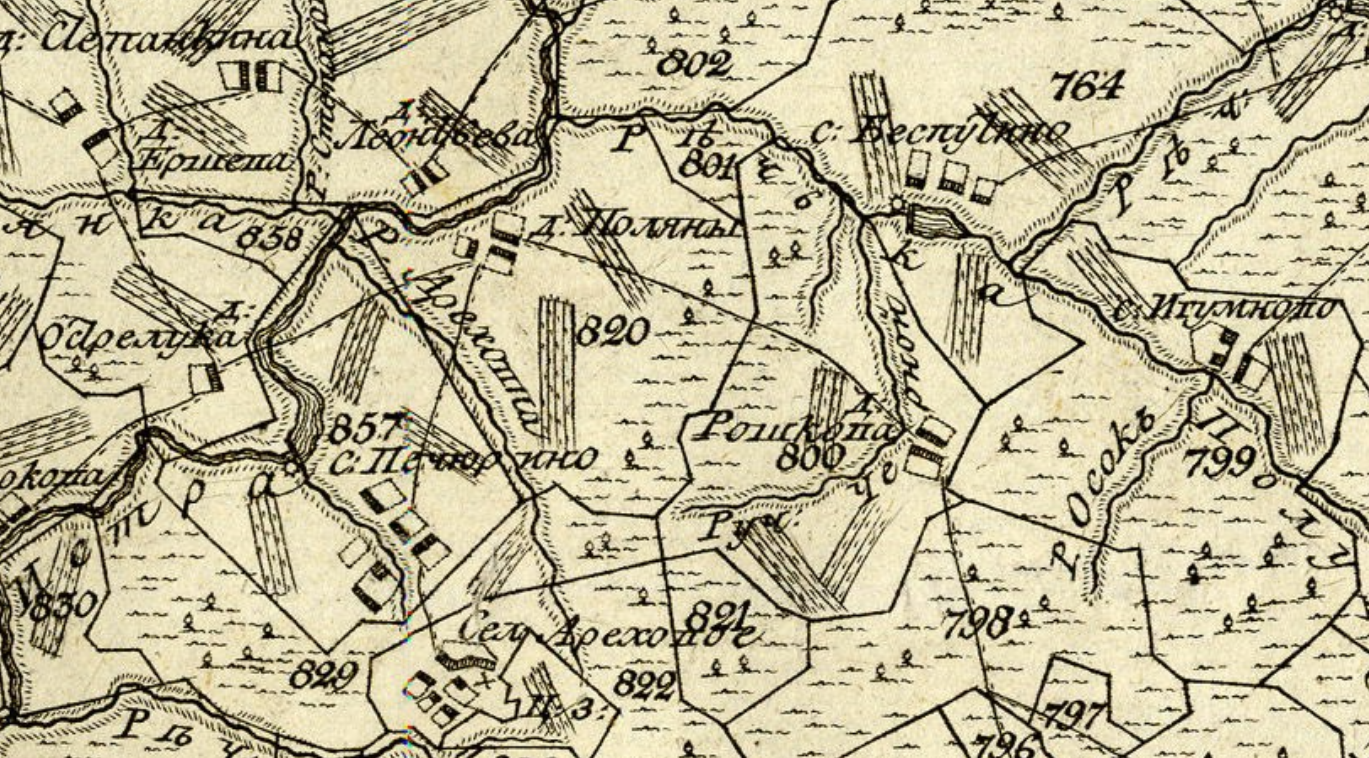
Часть деревень Шебановской волости (1790 год)

К окончанию Смутного времени дворцовое село Шебаново и стоящая в ней церковь Покрова Пречистой Богородицы уже не существовали, однако Шебановская волость сохранилась. С юга к ней примыкала Морозовская волость, а с востока Радиловская волость Можайского уезда. К территории Шебановской волости также относилась пустошь, где стояло село Воскресенское на Бердах.

#### В Можайском уезде
1653 год: Шебаново — церковное место, где была церковь Покрова Пречистой Богородицы и пустошь, где до Смутного времени было дворцовое село Шебаново. Стоит на речках Бобрянка и Ерешенка. Рядом — деревня Поляны, дорога на Степанкино, дорога на Можайск.
1677 год: Деревней Красное Холмино (Мурыгино) в стане Брагин Холм, ней 10 дворов, 15 душ мужского пола владеет стольник Родион Матвеевич Стрешнев.
1724 год: На карте Делиля представлена село [О]реховня и деревня Печурино.
1774 год: На Карте Горихвостова деревни Болтомилово, Мурыгино, Раменье, Болтомилово, Семёновское, Сидорово, Леонтьево, Степанкино, Ершово, Поляны, Ореховня, сельцо Печурино.

#### В Медынском уезде
1782 год: Шебановская волость — дворцовая волость в Медынском уезде. К ней относятся селения:
- Остре-лука — на правом берегу реки Истра,
- Ершово — на правом берегу безымянного ручья,
- Сидорово — на левом берегу речки Бобрянка и Степанкина ручья,
- Степанкино — на правом берегу Степанкина ручья,
- Леонтьево — на правом берегу реки Истра,
- Болтомилово — на правом берегу реки Истра,
- Раменье — на суходоле,
- Мурыгино — по обе стороны безымянного ручья,
- Ерёмино — на правом берегу реки Истра,
- Семёновское — по обеим сторонам реки Плоская.

Неподалёку, в частном владении:
- деревня Поляны с пустошами (на левой стороне реки Истра) — Алексея Андреевича Плохова,
- Село Ореховая Прасковьи Никитичной Домашневой и Фёклы Ивановны Алмазовой с выделенной землей церкви Преображения Господня, на правой стороне реки Городенки.

1863 год:Все пункты относятся ко 2-му стану Медынского уезда Калужской губернии.
- Поляны — владетельная деревня, на реке Истра, 16 дворов, 270 жителей,
- Ореховня — владетельное село, при речке Городенке, церковь, ярмарка, 54 двора, 433 жителей,
- Сидорово — владетельная деревня, при речке Бобрянке, 11 дворов, 151 житель,
- Раменье — владетельная деревня, при безымянной ручье, 10 дворов, 77 жителей,
- Степаники — владетельная деревня, при реке Истре, 9 дворов, 80 жителей,
- Мурыгино(Красный холм) — владетельная деревня, при безымянной ручье, 21 двор,129 жителей,
- Болтомилово — владетельная деревня, при реке Истре, 4 двора, 51 житель,
- Ершово — владетельная деревня, при безымянной ручье, 9 дворов,78 жителей,
- Острая Лука(Острелучье) — владетельная деревня, при реке Истре, 10 дворов, 77 жителей.

1891 год: Все пункты относятся ко Ореховенской волости Медынского уезда Калужской губернии.
- Поляны — деревня, 125 жителей,
- Ореховня — село, земская школа, церковь Преображения Господня, 495 жителей,
- Сидорово — деревня, 136 человек,
- Раменье — деревня, 80 человек,
- Степаники — деревня, 92 человека,
- Мурыгино — деревня, 94 человека,
- Болтомилово — деревня, 44 человека,
- Ершово — сельцо, 54 человека,
- Остролучье — деревня, 80 человек,
- Шебановский хутор — безлюден. Вероятно стоял на месте бывшего села Шебаново, центра Шебановской волости,

1914 год: Все пункты относятся ко Ореховенской волости Медынского уезда Калужской губернии.
- Поляны — деревня, 168 жителей,
- Ореховня — село, земская и церковно-приходская школа, церковь Преображения Господня, 575 жителей, на выселках — 33 жителя,
- Сидорово — деревня, 180 жителей,
- Раменье — деревня, 63 жителя,
- Степаники — деревня, 108 жителей,
- Мурыгино — деревня, 46 жителей,
- Болтомилово — деревня, 56 жителей,
- Ершово — сельцо, 116 жителей,
- Остролучье — деревня, 131 житель .
- Шабановский хутор — безлюден.

##### В Смоленской области, Износковский район
1941 год:
- Поляны — деревня,
- Ореховня — село, церковь Преображения Господня, при ней деревня Печурино,
- Сидорово — деревня, школа,
- Раменье — деревня,
- Степаники — деревня,
- Мурыгино — деревня,
- Болтомилово — деревня,
- Ершово — деревня, школа,
- Остролучье — деревня
- Шабаны — хутор.

##### В Калужской области, Износковский район
1987 год: Ореховня — деревня.

### Кузовская волость

#### Можайский уезд
Спасское — дворцовое село, центр Кузовской волости.
1653 год: Церковное место, где стояло царское село Спасское и церковь Николы-Чудотворца на речке Пухлявке. Рядом — река Любенка, дороги на село Прудок, Боровск, Кременск.
Межников отводил крестьянин боярина Кирилла Товойдакова из села Прудок, Ивашка Корг. На меже стояли: крестьяне села Прудок, князя Ивана Мамаева — Афонька Герасимов и Федька Михайлов, князя Василия Курщ(д?)умова — Петрушка Назаров и Атрюшка Фёдоров

### Гиреевская волость
Гиреево — дворцовое село, центр Гиреевской волости.

### Морозовская волость
Морозово — дворцовое село, центр Морозовской волости.

## Церковные земли
Троицы Живоначальной — на погосте в Панилове, на Истре, в дворцовой земле, принадлежащей Михаилу Фёдоровичу. В 1668 году владеет крестьянин Лёвка Игнатов, деревни Годневой Матвея Бабушкина. В 1719 году владел крестьянин деревни Вырья. В настоящее время, южнее местности, где был погост находится деревня Теплихово Смоленской области.
Воскресения Христа — на Желонье, до Смутного времени стояло село Воскресенское на Бердях и церковь Воскресения Христа.
Рождества Пречистой Богородицы — в верховьях Шани, на погосте Пречистенском, в дворцовой земле, принадлежащей Михаилу Фёдоровичу. В 1671 году отдана в оброк крестьянам деревни Ступицыной, в 1724 году владеют крестьяне деревни Шараповой.
Параскевы Пятницы — погост, где была церковь, на речке Полоти. В 1721 году отдана в оброк Якову Семёновичу Воейкову.
Параскевы Пятницы — церковное место, в 1627—1628 гг. пустошь Горлова. В 1782-м году пустошь, казённая Пятницкая земля, отданная в оброк князю Петру Михайловичу Волконскому, на берегах Медынки и безымянного оврага.